# Paul-Ehrlich-und-Ludwig-Darmstaedter-Preis

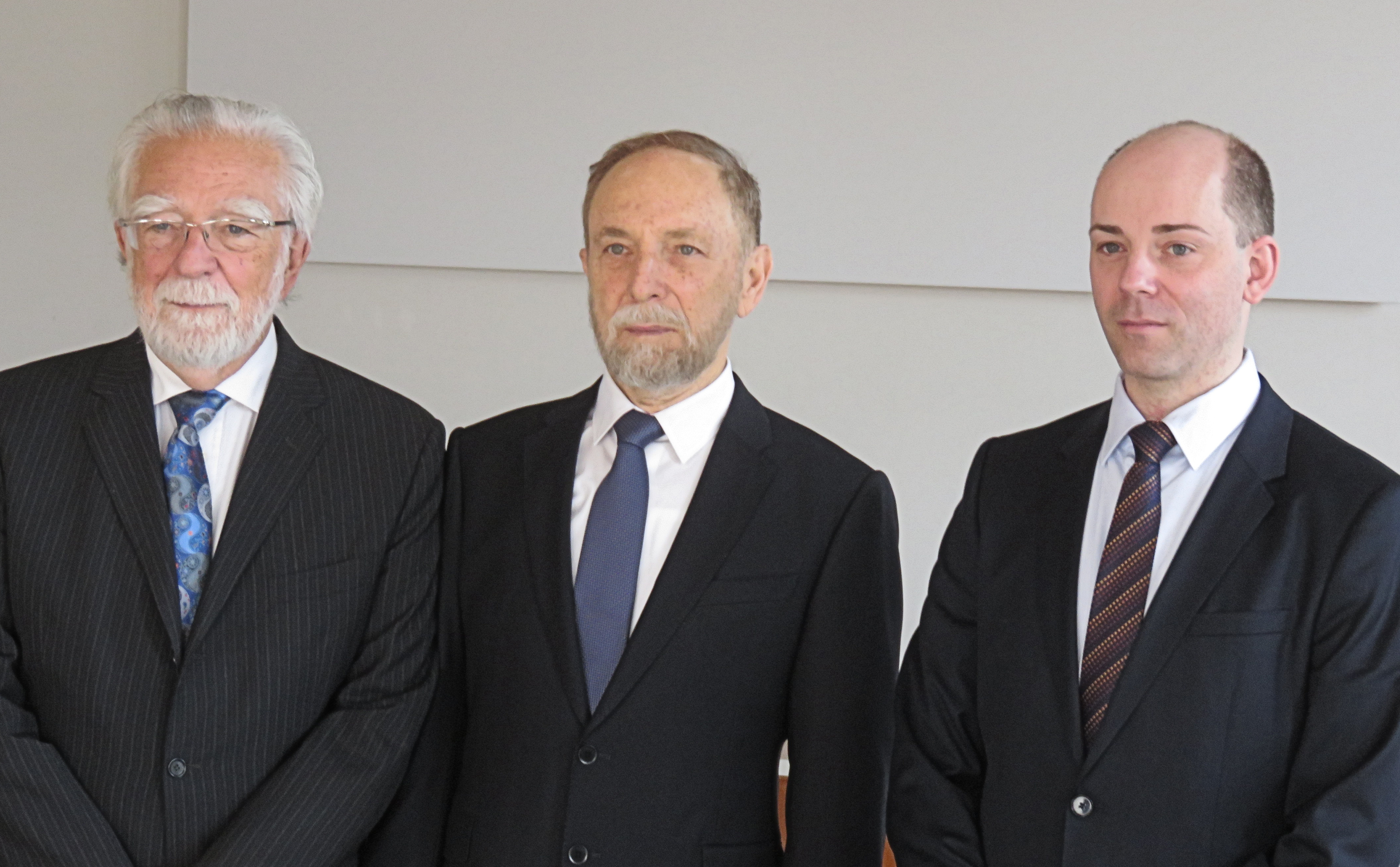
Die Preisträger des Jahres 2018
(von links): Anthony Cerami, David Wallach und Tim J. Schulz während der Pressekonferenz in Frankfurt am Main

Der Paul-Ehrlich-und-Ludwig-Darmstaedter-Preis wird seit 1952 – nach der Vereinigung zweier zuvor getrennter Preise – jedes Jahr für wegweisende Forschungen in der Medizinwissenschaft vergeben. Die Auszeichnung ist mit 120.000 Euro dotiert. Verliehen wird sie traditionell in der Frankfurter Paulskirche, und zwar jeweils am 14. März, dem Geburtstag von Paul Ehrlich. Benannt ist der Preis daneben nach dem Chemiker und Wissenschaftshistoriker Ludwig Darmstaedter.
Ausgezeichnet werden Wissenschaftler mit hervorragenden Leistungen aus dem In- und Ausland, in den von Paul Ehrlich bearbeiteten Medizinbereichen. Insbesondere sind dies die Immunologie, die Krebsforschung, die Hämatologie, die Mikrobiologie und die experimentelle und klinische Chemotherapie.
Der von der Paul-Ehrlich-Stiftung verliehene Preis gehört zu den am höchsten dotierten und international renommiertesten Preisen, die in Deutschland im Bereich Medizin vergeben werden. Unter den Preisträgern waren zahlreiche spätere Nobelpreisträger. Finanziert wird der Preis zur Hälfte durch das deutsche Bundesgesundheitsministerium, die zweite Hälfte wird aus Unternehmensspenden finanziert.
Seit 2006 wird zusätzlich der Paul-Ehrlich-und-Ludwig-Darmstaedter-Nachwuchspreis an höchstens vierzigjährige Personen für herausragende Leistungen auf dem Gebiet der biomedizinischen Forschung in Deutschland verliehen. Dieser Preis ist mit bis zu 60.000 Euro dotiert; das Preisgeld muss vollständig forschungsbezogen verwendet werden.

## Stiftung
Hedwig Ehrlich, die Witwe Paul Ehrlichs, stiftete der Vereinigung von Freunden und Förderern der Frankfurter Universität in den 1920er-Jahren einen Betrag von 90.000 Mark für einen Paul Ehrlich-Fonds, der am 13. Juli 1929, 14 Jahre nach Paul Ehrlichs Tod, in die Paul Ehrlich-Stiftung überführt wurde. Seitdem wird das Vermögen der Stiftung von der Vereinigung von Freunden und Förderern treuhänderisch verwaltet. Bereits von 1930 bis 1934 wurde daraufhin ein Paul-Ehrlich-Preis vergeben, der danach jedoch infolge des Nationalsozialismus zunächst nicht fortgeführt wurde; auch die Stiftung musste ihre Tätigkeit einstellen. Als die Paul Ehrlich-Stiftung 1952 ihre Tätigkeit wieder aufnahm, beschlossen der Stiftungsrat und der Vorstand der Stiftung Chemotherapeutisches Forschungsinstitut Georg-Speyer-Haus, den Paul Ehrlich-Preis und den Ludwig Darmstaedter-Preis unter dem Dach der Paul Ehrlich-Stiftung zu vereinen.

## Preisträger

### Preisträger 1952 bis 1960
| Jahr | Name                    | Institution, Ort                                                                | Bild              |
| ---- | ----------------------- | ------------------------------------------------------------------------------- | ----------------- |
| 1952 | Gerhard Eißner          | Bundesforschungsanstalt für Viruskrankheiten der Tiere in Tübingen, Deutschland |                   |
| 1952 | Wolf-Helmut Wagner      | Nonnenhorn, Deutschland                                                         |                   |
| 1953 | Adolf Butenandt         | Max-Planck-Institut für Biochemie in München, Deutschland                       | Adolf Butenandt   |
| 1954 | Ernst Boris Chain       | Imperial College London in London, Vereinigtes Königreich                       | Ernst Boris Chain |
| 1956 | Gerhard Domagk          | I.G. Farben in Elberfeld, Deutschland                                           | Gerhard Domagk    |
| 1958 | Richard Kuhn            | Max-Planck-Institut für medizinische Forschung in Heidelberg, Deutschland       | Richard Kuhn      |
| 1960 | Felix Michael Haurowitz | Indiana University in Bloomington (Indiana), Indiana                            |                   |

### Preisträger 1961 bis 1970
| Jahr | Name                  | Institution, Ort                                                           | Bild                  |
| ---- | --------------------- | -------------------------------------------------------------------------- | --------------------- |
| 1961 | Albert Hewett Coons   | Boston, Massachusetts                                                      |                       |
| 1961 | Günther Heymann       | Paul-Ehrlich-Institut in Langen, Deutschland                               |                       |
| 1961 | Örjan Ouchterlony     | Göteborg, Schweden                                                         |                       |
| 1961 | Jacques Oudin         | Paris, Frankreich                                                          | Jacques Oudin         |
| 1962 | Otto Heinrich Warburg | Max-Planck-Institut für Zellphysiologie in Berlin, Deutschland             | Otto Heinrich Warburg |
| 1963 | Helmut Holzer         | Albert-Ludwigs-Universität Freiburg in Freiburg im Breisgau, Deutschland   |                       |
| 1963 | Lothar Jaenicke       | Universität zu Köln in Köln, Deutschland                                   |                       |
| 1963 | Detlev Kayser         | Berlin, Deutschland                                                        |                       |
| 1963 | Tullio Terranova      | Rom, Italien                                                               |                       |
| 1964 | Fritz Kauffmann       | Kopenhagen, Dänemark                                                       |                       |
| 1965 | Otto Lüderitz         | Max-Planck-Institut für Immunbiologie in Freiburg im Breisgau, Deutschland |                       |
| 1965 | Léon Le Minor         | Paris, Frankreich                                                          |                       |
| 1965 | Ida Ørskov            | Kopenhagen, Dänemark                                                       |                       |
| 1965 | Frits Ørskov          | Kopenhagen, Dänemark                                                       |                       |
| 1965 | Bruce A. D. Stocker   | Stanford University in Stanford, Kalifornien                               |                       |
| 1966 | Francis Peyton Rous   | Rockefeller University in New York City, New York                          |                       |
| 1967 | Wilhelm Bernhard      | Institut de Recherche Scientifique sur le Cancer in Villejuif, Frankreich  |                       |
| 1967 | Renato Dulbecco       | Salk Institute for Biological Studies in La Jolla, Kalifornien             | Renato Dulbecco       |
| 1968 | Walter Morgan         | London, Vereinigtes Königreich                                             |                       |
| 1968 | Otto Westphal         | Montreux, Schweiz                                                          |                       |
| 1969 | Hiroshi Nikaidō       | Boston, Massachusetts                                                      |                       |
| 1969 | Anne-Marie Staub      | Paris, Frankreich                                                          |                       |
| 1969 | Winifred Watkins      | London, Vereinigtes Königreich                                             |                       |
| 1970 | Ernst Ruska           | Freie Universität Berlin in Berlin, Deutschland                            |                       |
| 1970 | Helmut Ruska          | Heinrich-Heine-Universität Düsseldorf in Düsseldorf, Deutschland           |                       |

### Preisträger 1971 bis 1980
| Jahr | Name                  | Institution, Ort                                                                 | Bild                  |
| ---- | --------------------- | -------------------------------------------------------------------------------- | --------------------- |
| 1971 | Albert Claude         | Université libre de Bruxelles in Brüssel, Belgien                                | Albert Claude         |
| 1971 | Keith R. Porter       | University of Colorado in Boulder, Colorado                                      |                       |
| 1971 | Fritiof Sjöstrand     | University of California in Los Angeles, Kalifornien                             |                       |
| 1972 | Denis Parsons Burkitt | London, Vereinigtes Königreich/Uganda                                            | Denis Parsons Burkitt |
| 1972 | Jan Waldenström       | Malmö Allmänna sjukhus (Allgemeines Krankenhaus Malmö) in Malmö, Schweden        | Jan Waldenström       |
| 1973 | Anthony Epstein       | University of Bristol in Bristol, Vereinigtes Königreich                         |                       |
| 1973 | Kimishige Ishizaka    | Johns Hopkins School of Medicine in Baltimore, Maryland                          | Ishizaka Kimishige    |
| 1973 | Dennis H. Wright      | University of Southampton in Southampton, Vereinigtes Königreich                 |                       |
| 1974 | James L. Gowans       | University of Oxford in Oxford, Vereinigtes Königreich                           | James L. Gowans       |
| 1974 | Jacques Miller        | Walter and Eliza Hall Institute of Medical Research in Melbourne, Australien     |                       |
| 1975 | George B. Mackaness   | Trudeau Institute in Saranac Lake, New York                                      |                       |
| 1975 | Avrion Mitchison      | University College in London, Vereinigtes Königreich                             |                       |
| 1975 | Morten Simonsen       | Universität Kopenhagen in Kopenhagen, Dänemark                                   |                       |
| 1976 | Georges Barski        | Institut Gustave Roussy in Villejuif, Frankreich                                 |                       |
| 1976 | Boris Ephrussi        | Centre national de la recherche scientifique in Gif-sur-Yvette, Frankreich       |                       |
| 1977 | Torbjörn Caspersson   | Karolinska-Institut in Stockholm, Schweden                                       | Torbjörn Caspersson   |
| 1977 | John Gurdon           | University of Cambridge in Cambridge, Vereinigtes Königreich                     | John Gurdon           |
| 1978 | Ludwik Gross          | Mount Sinai School of Medicine in New York City, New York                        | Ludwik Gross          |
| 1978 | Werner Schäfer        | Max-Planck-Institut für Virusforschung in Tübingen, Deutschland                  |                       |
| 1979 | Arnold Graffi         | Zentralinstitut für Krebsforschung, Berlin-Buch, Deutsche Demokratische Republik |                       |
| 1979 | Otto Mühlbock         | Universität von Amsterdam in Amsterdam, Niederlande                              | Otto Mühlbock         |
| 1979 | Wallace P. Rowe       | National Institute of Allergy and Infectious Diseases in Bethesda, Maryland      |                       |
| 1980 | Tomoichiro Akiba      | Saitama, Japan                                                                   |                       |
| 1980 | Hamao Umezawa         | Universität Tokio in Tokio, Japan                                                |                       |

### Preisträger 1981 bis 1990
| Jahr | Name                       | Institution, Ort                                                             | Bild               |
| ---- | -------------------------- | ---------------------------------------------------------------------------- | ------------------ |
| 1981 | Stanley Falkow             | University of Washington School of Medicine in Seattle, Washington           | Stanley Falkow     |
| 1981 | Susumu Mitsuhashi          | Universität Gunma in Maebashi, Japan                                         |                    |
| 1982 | Niels Kaj Jerne            | Castillon-du-Gard, Frankreich                                                | Niels Kaj Jerne    |
| 1983 | Peter Doherty              | Australian National University in Canberra, Australien                       | Peter Doherty      |
| 1983 | Michael Potter             | National Institutes of Health in Bethesda, Maryland                          | Michael Potter     |
| 1983 | Rolf Zinkernagel           | Universitätsspital Zürich in Zürich, Schweiz                                 | Rolf Zinkernagel   |
| 1984 | Piet Borst                 | Nederlands Kanker Instituut in Amsterdam, Niederlande                        |                    |
| 1984 | George A. M. Cross         | Rockefeller University in New York City, New York                            |                    |
| 1985 | Ernest Bueding             | Johns Hopkins University in Baltimore, Maryland                              |                    |
| 1985 | Louis H. Miller            | National Institute of Allergy and Infectious Diseases in Bethesda, Maryland  |                    |
| 1985 | Ruth Sonntag Nussenzweig   | New York University in New York City, New York                               |                    |
| 1986 | Abner Louis Notkins        | National Institute of Dental Research in Bethesda, Maryland                  |                    |
| 1987 | Jean-François Borel        | Sandoz in Basel, Schweiz                                                     |                    |
| 1987 | Hugh McDevitt              | Stanford University School of Medicine in Stanford, Kalifornien              |                    |
| 1987 | Felix Milgrom              | University at Buffalo, The State University of New York in Buffalo, New York |                    |
| 1988 | Peter K. Vogt              | University of Southern California in Los Angeles, Kalifornien                |                    |
| 1989 | Stuart A. Aaronson         | National Cancer Institute in Bethesda, Maryland                              | Stuart A. Aaronson |
| 1989 | Russell F. Doolittle       | University of California, San Diego in La Jolla, Kalifornien                 |                    |
| 1989 | Thomas Graf                | Europäisches Laboratorium für Molekularbiologie in Heidelberg, Deutschland   | Thomas Graf        |
| 1990 | R. John Collier            | Harvard Medical School in Boston, Massachusetts                              |                    |
| 1990 | Alwin M. Pappenheimer, Jr. | Harvard University in Cambridge, Massachusetts                               |                    |

### Preisträger 1991 bis 2000
| Jahr | Name                 | Institution, Ort                                                                      | Begründung für die Preisvergabe                                 | Bild             |
| ---- | -------------------- | ------------------------------------------------------------------------------------- | --------------------------------------------------------------- | ---------------- |
| 1991 | Rino Rappuoli        | Universität Siena in Siena, Italien                                                   |                                                                 | Rino Rappuoli    |
| 1991 | Michio Ui            | Tokyo Metropolitan Institute of Medical Science in Tokio, Japan                       | Michio Ui                                                       |                  |
| 1992 | Manfred Eigen        | Max-Planck-Institut für biophysikalische Chemie, Göttingen, Deutschland               |                                                                 | Manfred Eigen    |
| 1993 | Philippa Marrack     | University of Colorado Denver und Howard Hughes Medical Institute in Denver, Colorado |                                                                 | Philippa Marrack |
| 1993 | John W. Kappler      | University of Colorado Denver und Howard Hughes Medical Institute in Denver, Colorado | John W. Kappler                                                 |                  |
| 1993 | Harald von Boehmer   | Basel Institute for Immunology in Basel, Schweiz                                      | Harald von Boehmer                                              |                  |
| 1994 | Peter Howley         | Harvard Medical School in Boston, Massachusetts                                       |                                                                 |                  |
| 1994 | Harald zur Hausen    | Deutsches Krebsforschungszentrum, Heidelberg, Deutschland                             | Harald zur Hausen                                               |                  |
| 1995 | Stanley Prusiner     | University of California, San Francisco in San Francisco, Kalifornien                 |                                                                 | Stanley Prusiner |
| 1996 | Pamela J. Bjorkman   | California Institute of Technology in Pasadena, Kalifornien                           |                                                                 | Pamela Bjorkman  |
| 1996 | Hans-Georg Rammensee | Deutsches Krebsforschungszentrum, Heidelberg, Deutschland                             | Hans-Georg Rammensee                                            |                  |
| 1996 | Jack L. Strominger   | Harvard University in Cambridge, Massachusetts                                        |                                                                 |                  |
| 1997 | Barry Marshall       | University of Virginia in Charlottesville, Virginia                                   |                                                                 | Barry Marshall   |
| 1997 | John Robin Warren    | Royal Perth Hospital in Perth, Australien                                             | Robin Warren                                                    |                  |
| 1998 | David P. Lane        | University of Dundee in Dundee, Schottland                                            |                                                                 |                  |
| 1998 | Arnold J. Levine     | Princeton University in Princeton, New Jersey                                         |                                                                 |                  |
| 1998 | Bert Vogelstein      | Johns Hopkins University in Baltimore, Maryland                                       | Bert Vogelstein                                                 |                  |
| 1999 | Robert Gallo         | University System of Maryland in Baltimore, Maryland                                  | „für seine Entdeckung humaner exogener Retroviren.“             | Robert Gallo     |
| 2000 | H. Robert Horvitz    | Massachusetts Institute of Technology in Cambridge, Massachusetts                     | In Anerkennung ihrer Verdienste um die Entdeckung der Apoptose. |                  |
| 2000 | John F. R. Kerr      | University of Queensland in Brisbane, Australien                                      | In Anerkennung ihrer Verdienste um die Entdeckung der Apoptose. |                  |

### Preisträger 2001 bis 2010
Die Verleihung des Paul-Ehrlich-und-Ludwig-Darmstaedter-Preises 2005 an Ian Wilmut war nicht unumstritten, zumal die den Preis zur Hälfte mitfinanzierende Bundesregierung sich in der UN-Vollversammlung für ein Klon-Verbot ausgesprochen hatte.
| Jahr | Name                | Institution                                                                                                | Begründung für die Preisvergabe | Bild                |
| ---- | ------------------- | --- | --- | ------------------- |
| 2001 | Stephen C. Harrison | Harvard University in Cambridge, Massachusetts                                                             | „für ihre bahnbrechenden Arbeiten über die Entschlüsselung der dreidimensionalen Struktur von Virusproteinen.“ | Stephen C. Harrison |
| 2001 | Michael Rossmann    | Purdue University in West Lafayette, Indiana                                                               | „für ihre bahnbrechenden Arbeiten über die Entschlüsselung der dreidimensionalen Struktur von Virusproteinen.“ |                     |
| 2002 | Craig Venter        | J. Craig Venter Institute, Rockville, Maryland                                                             | „für die Entdeckung und die Etablierung der automatisierten Sequenzierung von cDNA-Bibliotheken und für die Sequenzierung von verschiedenen Organismen – von kleinsten Mikroben bis zum Menschen.“ | Craig Venter        |
| 2003 | Richard A. Lerner   | Scripps Research Institute in La Jolla, Kalifornien                                                        | „für den Nachweis, dass die vom Immunsystem erzeugten Antikörper als enzymähnliche Reaktionsvermittler an beliebige chemische Funktionen adaptiert werden können. Eine große Zahl enzymartiger Reaktionsmechanismen konnte auf die Weise im Detail aufgeklärt werden.“                                             |                     |
| 2003 | Peter G. Schultz    | Scripps Research Institute in La Jolla, Kalifornien                                                        | „für den Nachweis, dass die vom Immunsystem erzeugten Antikörper als enzymähnliche Reaktionsvermittler an beliebige chemische Funktionen adaptiert werden können. Eine große Zahl enzymartiger Reaktionsmechanismen konnte auf die Weise im Detail aufgeklärt werden.“                                             |                     |
| 2004 | Tak Wah Mak         | University of Toronto in Toronto, Kanada                                                                   | „für ihre Entdeckungen zur Spezifität und Funktion des so genannten T-Zell-Rezeptors. “ |                     |
| 2004 | Mark Davis          | Stanford University in Stanford, Kalifornien                                                               | „für ihre Entdeckungen zur Spezifität und Funktion des so genannten T-Zell-Rezeptors. “ | Mark M. Davis       |
| 2005 | Ian Wilmut          | University of Edinburgh in Edinburgh, Schottland                                                           | „für seine bahnbrechenden Experimente, die zum Klonen eines Säugetiers führten.“ |                     |
| 2006 | Craig Mello         | Howard Hughes Medical Institute und University of Massachusetts Medical School in Worcester, Massachusetts | „für die Entdeckung so genannter nicht-kodierender doppelsträngiger siRNAs (small interfering Ribonucleinacid), auch bekannt als Mittler der RNA-Interferenz (RNAi).“ | Craig Mello         |
| 2006 | Andrew Z. Fire      | School of Medicine an der Stanford University in Stanford, Kalifornien                                     | „für die Entdeckung so genannter nicht-kodierender doppelsträngiger siRNAs (small interfering Ribonucleinacid), auch bekannt als Mittler der RNA-Interferenz (RNAi).“ | Andrew Fire         |
| 2007 | Ada Yonath          | Weizmann-Institut für Wissenschaften in Rechovot, Israel                                                   | „für ihre herausragenden Beiträge zur Aufklärung der dreidimensionalen Struktur von Ribosomen – den komplexen Zellorganellen, an denen die Proteinbiosynthese stattfindet.“ | Ada Yonath          |
| 2007 | Harry Noller        | University of California, Santa Cruz in Santa Cruz, Kalifornien                                            | „für ihre herausragenden Beiträge zur Aufklärung der dreidimensionalen Struktur von Ribosomen – den komplexen Zellorganellen, an denen die Proteinbiosynthese stattfindet.“ |                     |
| 2008 | Tim Mosmann         | University of Rochester in Rochester, New York                                                             | „für seine herausragenden Beiträge auf dem Gebiet der Immunologie. … Die Forschungsarbeiten von Tim Mosmann haben zur Entdeckung von zwei Subtypen von Helfer-T-Lymphozyten, den Th1- und Th2-Zellen, geführt und neue Einblicke in den Krankheitsmechanismus von Infektionskrankheiten und Allergien ermöglicht.“ | Tim Mosmann         |
| 2009 | Elizabeth Blackburn | University of California, Berkeley in Berkeley, Kalifornien                                                | „für ihre herausragenden Forschungsleistungen zur Entdeckung der Telomeren und der Telomerase und Aufklärung ihrer Bedeutung für die Zellteilung und Zellalterung.“ | Elizabeth Blackburn |
| 2009 | Carol W. Greider    | Johns Hopkins University in Baltimore, Maryland                                                            | „für ihre herausragenden Forschungsleistungen zur Entdeckung der Telomeren und der Telomerase und Aufklärung ihrer Bedeutung für die Zellteilung und Zellalterung.“ | Carol W. Greider    |
| 2010 | Charles Dinarello   | University of Colorado School of Medicine in Denver, Colorado.                                             | „für seine herausragenden Forschungsleistungen auf dem Gebiet der Zytokine.“ | Charles Dinarello   |

### Preisträger 2011 bis 2020
| Jahr | Name                   | Institution                                                                        | Begründung für die Preisvergabe | Bild                   |
| ---- | ---------------------- | ---------------------------------------------------------------------------------- | --- | ---------------------- |
| 2011 | Cesare Montecucco      | Universität Padua in Padua, Italien                                                | „für seine herausragenden Forschungsleistungen auf dem Gebiet pathogener Erkrankungen wie Tetanus.“ | Cesare Montecucco      |
| 2012 | Peter Walter           | University of California, San Francisco in San Francisco, USA                      | „für seine herausragenden Forschungsleistungen auf dem Gebiet der Zellbiologie“, speziell für die Entdeckung der Signalerkennungspartikel.                                                                                        | Peter Walter           |
| 2013 | Mary-Claire King       | University of Washington in Seattle, USA                                           | „für die Entdeckung, dass es eine genetische Disposition für Brustkrebs gibt.“ | Mariy-Claire King      |
| 2014 | Michael Reth           | Institut für Biologie III der Albert-Ludwigs-Universität Freiburg, Deutschland     | „für seine herausragenden Forschungsleistungen auf dem Gebiet der Antikörperforschung. Er hat gezeigt, wie die B-Zellen des Immunsystems aktiviert und zur Produktion von Antikörpern veranlasst werden.“                         | Michael Reth           |
| 2015 | James P. Allison       | M. D. Anderson Cancer Center, University of Texas, USA                             | „für ihre bahnbrechenden Arbeiten zur Immuntherapie gegen Krebs. [...] James Allison ist Pionier der Checkpoint-Hemmung zur Behandlung fortgeschrittener Melanome, Carl June hat die CART-19-Therapie gegen Leukämie entwickelt.“ | James P. Allison       |
| 2015 | Carl H. June           | Pennsylvania Perelman School of Medicine, University of Pennsylvania, USA          | „für ihre bahnbrechenden Arbeiten zur Immuntherapie gegen Krebs. [...] James Allison ist Pionier der Checkpoint-Hemmung zur Behandlung fortgeschrittener Melanome, Carl June hat die CART-19-Therapie gegen Leukämie entwickelt.“ | Carl H. June           |
| 2016 | Emmanuelle Charpentier | Max-Planck-Institut für Infektionsbiologie, Berlin, und Universität Umeå, Schweden | „für ihre Arbeiten, die zur Entwicklung der programmierbaren Genschere CRISPR-Cas9 geführt haben. Diese Genschere ist Teil des bakteriellen Immunsystems.“                                                                        | Emmanuelle Charpentier |
| 2016 | Jennifer A. Doudna     | University of California, Berkeley, USA                                            | „für ihre Arbeiten, die zur Entwicklung der programmierbaren Genschere CRISPR-Cas9 geführt haben. Diese Genschere ist Teil des bakteriellen Immunsystems.“                                                                        | Jennifer A. Doudna     |
| 2017 | Yuan Chang             | University of Pittsburgh, USA                                                      | „für ihre Arbeiten zu Tumorviren.“ | Yuan Chang             |
| 2017 | Patrick S. Moore       | University of Pittsburgh, USA                                                      | „für ihre Arbeiten zu Tumorviren.“ | Patrick S. Moore       |
| 2018 | Anthony Cerami         | Araim Pharmaceuticals, Tarrytown, im Staat New York                                | „für ihre Forschung zum Botenstoff TNF und dessen Wirkung im Entzündungsgeschehen“. | Anthony Cerami         |
| 2018 | David Wallach          | The Weizmann Institute of Science in Rehovot                                       | „für ihre Forschung zum Botenstoff TNF und dessen Wirkung im Entzündungsgeschehen“. | David Wallach          |
| 2019 | Franz-Ulrich Hartl     | Max-Planck-Institut für Biochemie, München                                         | „für ihre grundlegenden Arbeiten zur Proteinfaltung.“ |                        |
| 2019 | Arthur Horwich         | Yale University und Howard Hughes Medical Institute                                | „für ihre grundlegenden Arbeiten zur Proteinfaltung.“ | Arthur Horwich         |
| 2020 | Shimon Sakaguchi       | Osaka-Universität, Japan                                                           | „für die Entdeckung der regulatorischen T-Zellen.“ | Shimon Sakaguchi       |

### Preisträger seit 2021
| Jahr | Name                 | Institution                                     | Begründung für die Preisvergabe | Bild                   |
| ---- | -------------------- | ----------------------------------------------- | --- | ---------------------- |
| 2021 | Michael R. Silverman | Agouron Institute                               | „für Entdeckungen zur bakteriellen Kommunikation.“ |                        |
| 2021 | Bonnie Lynn Bassler  | Princeton University                            | „für Entdeckungen zur bakteriellen Kommunikation.“ |                        |
| 2022 | Katalin Karikó       | University of Pennsylvania                      | „Erforschung und Entwicklung von messenger-RNA (mRNA) zu präventiven und therapeutischen Zwecken.“                                                                    | Katalin Karikó         |
| 2022 | Özlem Türeci         | BioNTech                                        | „Erforschung und Entwicklung von messenger-RNA (mRNA) zu präventiven und therapeutischen Zwecken.“                                                                    | Özlem Türeci (2019)    |
| 2022 | Uğur Şahin           | BioNTech                                        | „Erforschung und Entwicklung von messenger-RNA (mRNA) zu präventiven und therapeutischen Zwecken.“                                                                    | Uğur Şahin (2019)      |
| 2023 | Frederick Alt        | Harvard Medical School                          | „für die Entdeckung von Molekülen und Mechanismen […], die unser Immunsystem […] befähigen, Milliarden verschiedener Antigene schon beim ersten Kontakt zu erkennen.“ |                        |
| 2023 | David G. Schatz      | Yale Medical School                             | „für die Entdeckung von Molekülen und Mechanismen […], die unser Immunsystem […] befähigen, Milliarden verschiedener Antigene schon beim ersten Kontakt zu erkennen.“ |                        |
| 2024 | Dennis L. Kasper     | Harvard Medical School                          | Für seine Beiträge zur Erforschung des Zusammenhangs zwischen Darmbakterien und Immungesundheit.                                                                      |                        |
| 2025 | Andrea Ablasser      | École polytechnique fédérale de Lausanne        | für die Entdeckung eines grundlegenden Signalweges der angeborenen Immunität.                                                                                         | Andrea Ablasser (2024) |
| 2025 | Glen Barber          | Ohio State University                           | für die Entdeckung eines grundlegenden Signalweges der angeborenen Immunität.                                                                                         |                        |
| 2025 | Zhijian J. Chen      | University of Texas Southwestern Medical Center | für die Entdeckung eines grundlegenden Signalweges der angeborenen Immunität.                                                                                         |                        |

## Nachwuchspreisträger
Der Paul Ehrlich- und Ludwig Darmstaedter-Nachwuchspreis wird seit 2006 verliehen. Die Empfänger dürfen das 40. Lebensjahr noch nicht vollendet haben und müssen in Deutschland hervorragende Leistungen auf dem Gebiet der biomedizinischen Forschung erbracht haben. Das Preisgeld beträgt bis zu 60.000 Euro und muss forschungsbezogen verwendet werden.

### Preisträger seit 2006
- 2006: Ana Martin-Villalba, DKFZ Heidelberg, für ihre „grundlegenden und international viel beachteten Beiträge zur Rolle des CD95-Signalsystems für physiologische und pathophysiologische Prozesse im Nervensystem“.
- 2007: Michael Schindler, Universität Ulm, für seine „international beachteten Arbeiten zum Nef-Protein und dessen Bedeutung für die Entstehung von AIDS“.
- 2008: Eckhard Lammert, Forschungsgruppenleiter am Max-Planck-Institut für molekulare Zellbiologie und Genetik in Dresden, für seine „herausragenden biochemischen Arbeiten auf dem Gebiet der Diabetes-Forschung“.
- 2009: Falk Nimmerjahn, Labor für Experimentelle Immunologie und Immuntherapie an der Universität Erlangen-Nürnberg, für seine „herausragenden Arbeiten auf dem Gebiet der Immunologie“.
- 2010: Amparo Acker-Palmer, Professorin an der Johann Wolfgang Goethe-Universität Frankfurt am Main, für ihre Arbeiten zu „Parallelen in der Netzwerkbildung von Nervenzellen und Blutgefäßen“.
- 2011: Stephan Grill, Forschungsgruppenleiter am Max-Planck-Institut für molekulare Zellbiologie und Genetik und am Max-Planck-Institut für Physik komplexer Systeme in Dresden, für seine „Beiträge auf dem Gebiet der Zellbiologie“.
- 2012: Kathrin Mädler, Leiterin des Laboratoriums für Molekulare Diabetologie am Zentrum für Biomolekulare Interaktionen der Universität Bremen, „für ihre innovativen und neuen Ansätze zum Verständnis von apoptotischen Prozessen bei der Entstehung von Typ-2-Diabetes.“
- 2013: James Poulet, Max-Delbrück-Centrum für Molekulare Medizin Berlin „für die Erforschung, wie das Gehirn Sinneswahrnehmungen verarbeitet, die ein Verhalten auslösen und zu präzisen Bewegungen führen.“
- 2014: Andrea Ablasser, Universität Bonn, „für ihre Erforschung, wie das Immunsystem (die angeborene Immunabwehr) Viren und Bakterien erkennt.“
- 2015: Raja Atreya, Universität Erlangen-Nürnberg, „für ein neuartiges Diagnostikum, mit dem sich vorhersagen lässt, ob Patienten mit Morbus Crohn von einer Therapie mit einem TNF-α-Antagonisten profitieren werden.“[10]
- 2016: Claus-Dieter Kuhn, Universität Bayreuth, „für seine Arbeiten mit Ribonukleinsäuren, die nicht in Eiweiße übersetzt werden, sondern andere Aufgaben bei der Steuerung zellulärer Prozesse übernehmen.“[18]
- 2017: Volker Busskamp, Zentrum für Regenerative Therapien Dresden (CRTD), für seine Verknüpfung von „Nervenzellen zu künstlichen Schaltkreisen in der Petrischale“ und seine Ansätze zur Gentherapie bei Retinitis pigmentosa.[12]
- 2018: Tim J. Schulz, Deutsches Institut für Ernährungsforschung, für seine Arbeiten über weiße und braune Fettzellen.
- 2019: Dorothee Dormann, Ludwig-Maximilians-Universität München, für ihre Arbeiten zu den Ursachen schwerer neurodegenerativer Erkrankungen.
- 2020: Judith Reichmann, Europäisches Laboratorium für Molekularbiologie (EMBL) in Heidelberg, für den Nachweis, warum Maus-Embryonen mitunter die falsche Zahl an Chromosomen haben oder über mehr als einen Zellkern pro Zelle verfügen.
- 2021: Elvira Mass, Universität Bonn, für Arbeiten zur Bedeutung spezialisierter Immunzellen aus dem Dottersack, die bei der Entwicklung der Organe helfen.
- 2022: Laura Hinze, Medizinische Hochschule Hannover, für Arbeiten zur Entstehung einer Resistenz von Krebszellen gegen das Therapeutikum Asparaginase.
- 2023: Leif Ludwig, Charité Berlin und Max-Delbrück-Zentrum, für die Entwicklung eines Verfahrens zur Stammzelldiagnostik.
- 2024: Johannes Karges, Ruhr-Universität Bochum, für die Entwicklung eines Verfahrens, das Chemotherapeutika durch Bestrahlung mit Licht oder Ultraschall ausschließlich in Krebszellen aktiviert.
- 2025: Tobias Ackels, Rheinische Friedrich-Wilhelms-Universität Bonn, für Arbeiten zum Geruchssinn, insbesondere seiner zeitlichen Auflösung

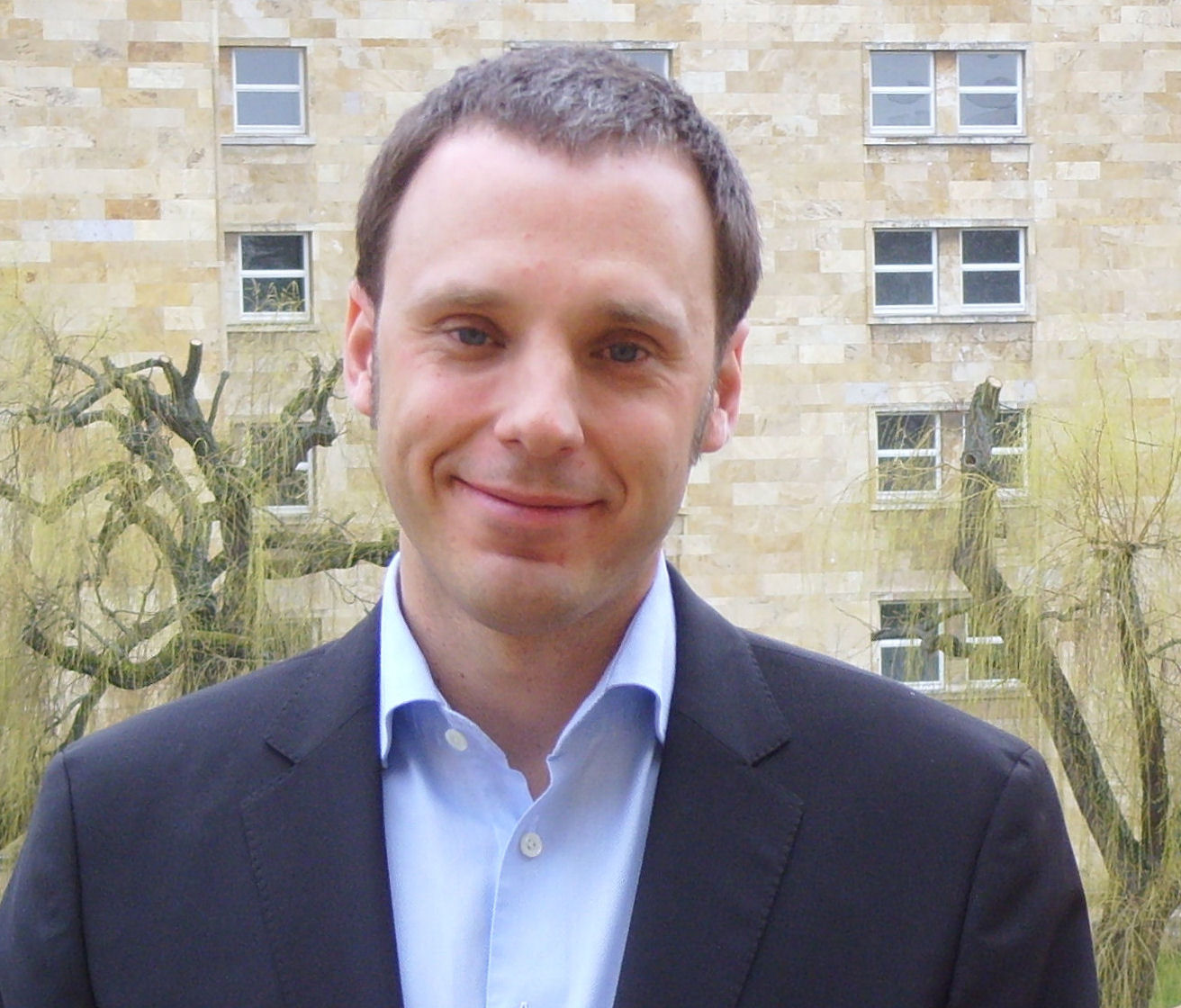
Stephan Grill, Nachwuchspreisträger des Jahres 2011
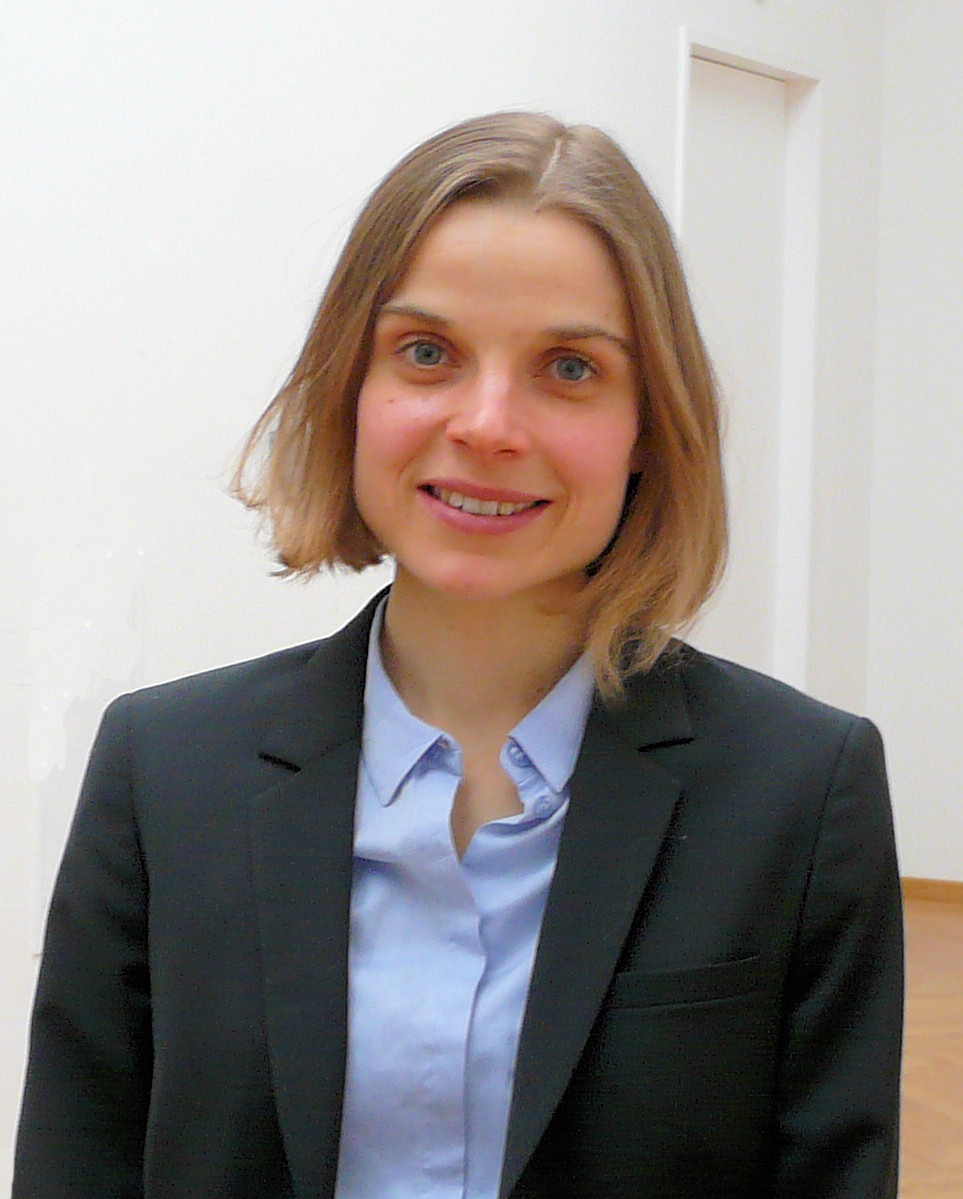
Andrea Ablasser, Nachwuchspreisträgerin des Jahres 2014
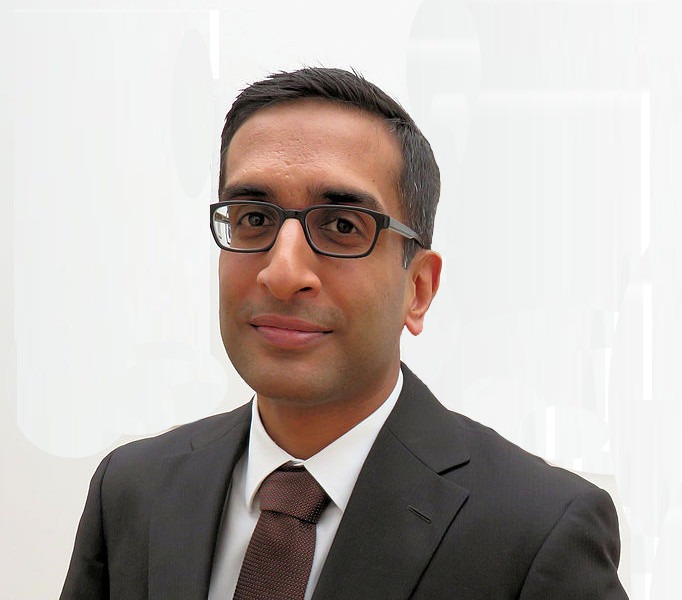
Raja Atreya, Nachwuchspreisträger des Jahres 2015
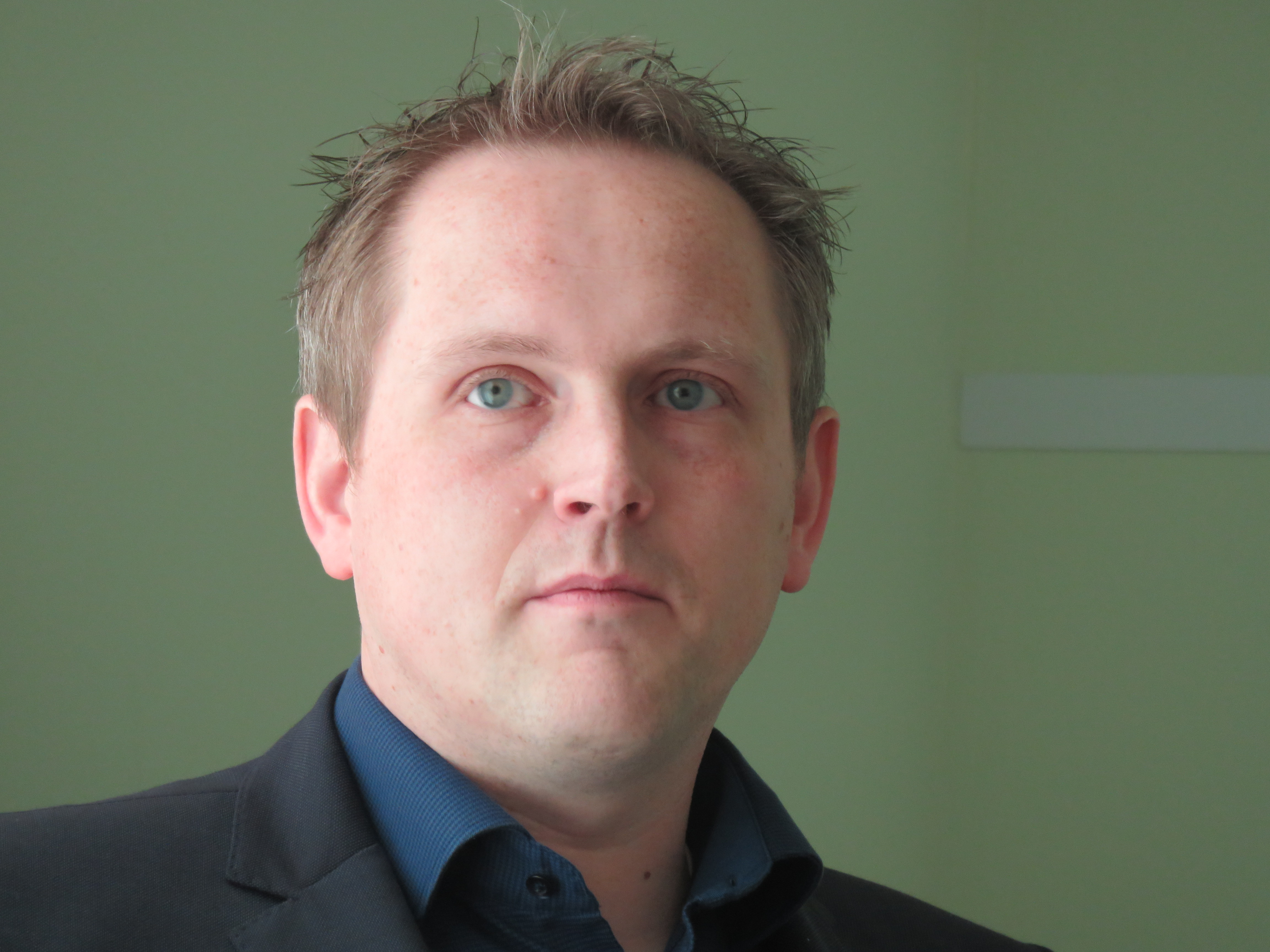
Volker Busskamp, Nachwuchspreisträger des Jahres 2017
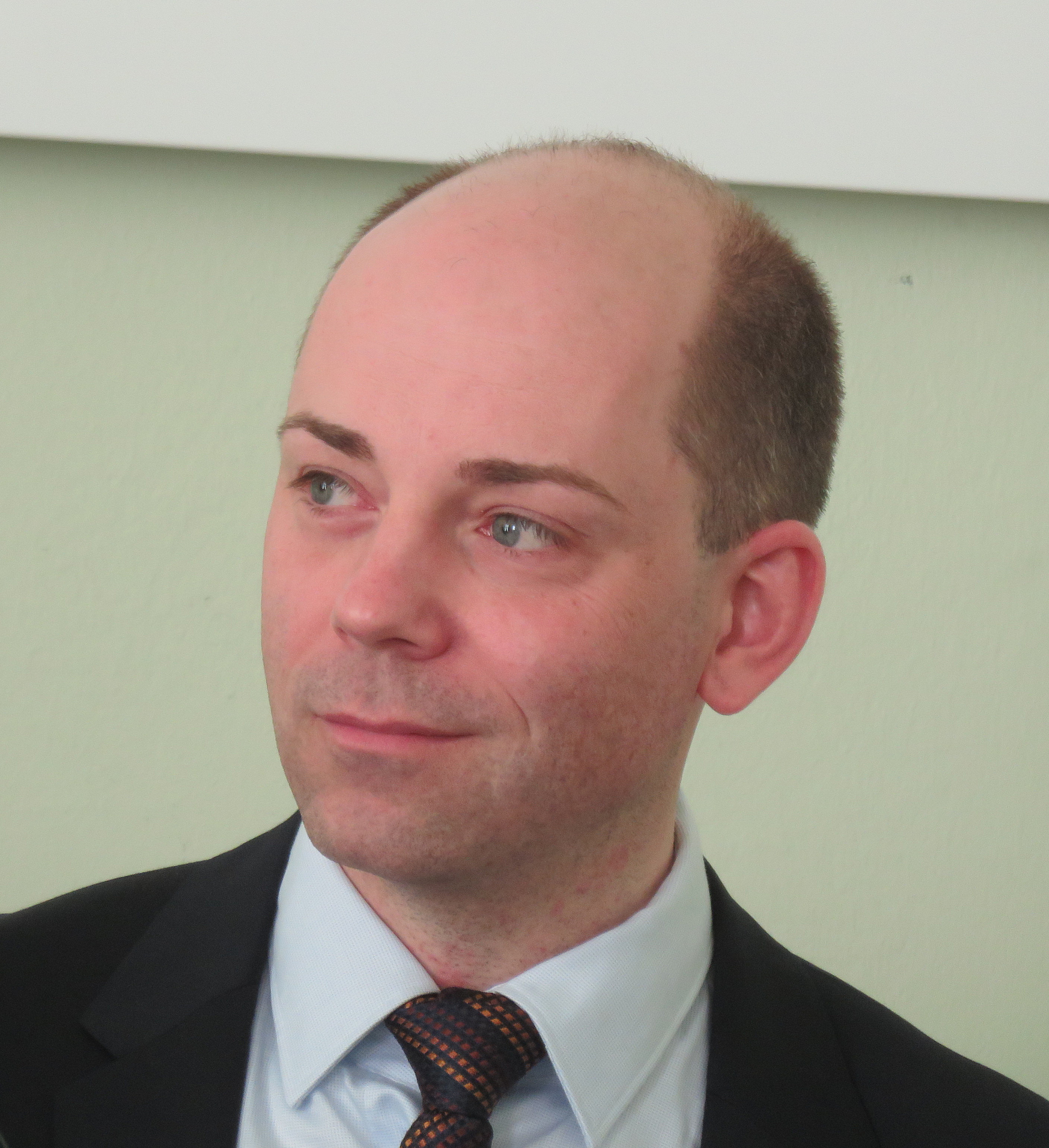
Tim J. Schulz, Nachwuchspreisträger des Jahres 2018

## Belege
1. ↑  Der Paul Ehrlich- und Ludwig Darmstaedter-Preis. Auf: uni-frankfurt.de, eingesehen am 16. März 2018
2. ↑  Der Paul Ehrlich- und Ludwig Darmstaedter-Nachwuchspreis. Auf: uni-frankfurt.de, eingesehen am 16. März 2018
3. ↑  Ehrlich, Paul. Eintrag im Frankfurter Personenlexikon
4. ↑  Broschüre: Die Paul Ehrlich-Stiftung.
5. ↑  Paul Ehrlich- und Ludwig Darmstaedter-Preisträger 1999: Robert Gallo beim Informationsdienst Wissenschaft (idw-online.de); abgerufen am 5. April 2011
6. ↑  Paul-Ehrlich und Ludwig-Darmstaedter Preis wird an die Entdecker des programmierten Zelltods verliehen. (Memento vom 29. Januar 2015 im Internet Archive) (PDF, 186 kB) in Biospektrum (thelancet.de); abgerufen am 15. Mai 2011
7. ↑  Streit um Paul-Ehrlich-Preis für Klon-Schaf-Schöpfer Wilmut Streit um Paul-Ehrlich-Preis für Klon-Schaf-Schöpfer Wilmut, FAZ, 13. März 2005
8. ↑  Paul-Ehrlich-Preis: Streit um Auszeichnung für Klon-Forscher , Spiegel, 11. März 2005
9. ↑  Wissenschaftliche Vorträge der Paul Ehrlich- und Ludwig Darmstaedter-Preisträger im Paul-Ehrlich-Institut, 15. März 2001 im Pressearchiv des Paul-Ehrlich-Instituts (pei.de); abgerufen am 12. April 2024
10. 1 2  James P. Allison und Carl H. June erhalten Paul Ehrlich- und Ludwig Darmstaedter-Preis 2015. Paul Ehrlich Stiftung, 29. Januar 2015
11. ↑  Emmanuelle Charpentier und Jennifer A. Doudna haben das Editieren und Redigieren des Erbguts radikal vereinfacht. Auf: uni-frankfurt.de vom 14. März 2016
12. 1 2  Yuan Chang und Patrick Moore erhalten den Paul Ehrlich- und Ludwig Darmstaedter-Preis 2017. Auf: uni-frankfurt.de vom 23. Januar 2017
13. ↑  Pressemitteilung der Paul Ehrlich-Stiftung vom 23. Januar 2017
14. ↑  Franz-Ulrich Hartl und Arthur L. Horwich erhalten den Paul Ehrlich- und Ludwig Darmstaedter-Preis 2019. Auf: uni-frankfurt.de vom 16. Januar 2019
15. ↑  Laureates 2020
16. ↑  Katalin Karikó, Özlem Türeci und Uğur Şahin erhalten Paul Ehrlich- und Ludwig Darmstaedter-Preis. 21. September 2021, abgerufen am 21. September 2021.
17. ↑  Laureates 2025
18. ↑  Claus-Dieter Kuhn erhält Auszeichnung für Einsichten in die Aufgaben der Ribonukleinsäuren, die nicht in Proteine überschrieben werden. Auf: uni-frankfurt.de vom 14. März 2016